# Hegemonie
Hegemonie (z řec. hegemon – „vládce“) je proces působení mocenských praktik, kterými vládnoucí skupiny ve společnosti udržují status quo, a to za pomoci budování preventivního souhlasu společensky podřízených skupin se společenským řádem. Lze ji též popsat jako uspořádání sil skupin způsobem, kdy jedna skupina – ať už přímo, či nepřímo – vládne ostatním bez potřeby použití hrubé síly.
Vládnoucí skupina či jedinec se nazývá hegemon.

## Sociální vědy
Ve 20. století se tento pojem rozšířil díky práci italského marxistického filozofa a teoretika Antonia Gramsciho. Ten považoval hegemonii za schopnost dominujících tříd reprodukovat sociální a kulturní převahu nejen prostřednictvím násilí, ale též prostřednictví manipulativních praktik (tzv. kulturní hegemonie). Stojí podle něj na třech pilířích:
- ideový pilíř – vychází z tradice
- institucionální pilíř – je zajišťovaný například církví, médii či vzdělávacím systémem
- procesuální pilíř – zajišťuje vtažení radikálních, reformních či opozičních hnutí do systému

Tento fenomén však dle Gramsciho nemá nezvratné trvání; podřízené sociální skupiny si mohou vytvářet kontra-hegemonní sociální a mocenské formace, a vyzývat tak vládnoucí hegemonii na „ideový souboj“.
Gramsciho koncept hegemonie ovlivnil zejména od 70. let 20. století neomarxistickou a kulturální tradici výzkumu kulturních a mediálních témat v moderních a pozdněmoderních společnostech.

## Příklady
Ve starověku lze za hegemonii označit Peloponéský spolek, kterému vládla Sparta v 6. století př. n. l.
Ve 20. století byla ukázkou boje o světového hegemona studená válka, kdy o tuto roli mezi sebou soupeřily Spojené státy a Sovětský svaz. Společenství, která tyto země vytvořily, například NATO, EHS (které měla před změnou ekonomických zájmů na zájmy politické následovat EU), Varšavská smlouva či RVHP, ve velkém hegemonii připomínala. Po rozpadu Sovětského svazu jako jediná velmoc zůstaly USA, jejichž vliv neslábl, a naopak narostl. Proto jsou někdy převážně antiamerikanisty právě ony označovány za hegemona celého světa.
Současný příklad hegemonie je vláda buržoazie a kapitalistický systém. Šíření prvků hegemonie, tzv. mediální manipulace, se děje též skrze masová média.

### Média jako nositelé hegemonie a ideologie
Tisk je dle Gramsciho nositelem manipulativních sdělení, které ovládají masy: udržuje status quo a občanům dává vědět, co je správné, co není a že je dobré se proti současnému systému nebouřit, jelikož poskytuje řadu výhod.
Teprve Althausser však plně poukázal na to, že média jsou nositeli hegemonie a idejí s ní spjatými. Vysvětlil, že společenské instituce, jako jsou školy, média, náboženství aj., jsou tzv. ideologickým státním aparátem, zatímco armáda, policie, byrokracie a další jsou státním represivním aparátem. Přes ně je tedy udržován souhlas s hegemonií.

### Hegemonismus
Hegemonismus je pojem označující dominanci nad skupinou lidí, jiným národem nebo skupinou národů, která je zdůvodňována kulturní nebo civilizační nadřazeností dominujícího subjektu (národa, státu). Zároveň může být hegemonismus vnímán jako protiakce s cílem odvrátit reálné nebo domnělé nebezpečí. Toto označení je tedy spojeno s mezinárodní politikou, a proto je jeho časté používání k označení typu nedemokratické vlády chybné.

### Hegemonie v beletrii
Termín hegemonie je použit v science fiction knize amerického spisovatele Dana Simmonse Hyperion: Hegemonie člověka. Tam označuje federativní společenství asi sto padesáti planet.
Taktéž v románech Orsona Scotta Carda o Enderovi se objevuje termín Hegemon, kde jde o označení voleného vládce světa, jenž spolu s Polemarchem a Stratégem tvoří mocenský triumvirát.